# 아프리카줄무늬다람쥐속
아프리카줄무늬다람쥐속 또는 밧줄바람쥐속(Funisciurus)은 다람쥐과에 속하는 설치류 속이다. 9종으로 이루어져 있다. 아프리카 서부와 중부 지역에서만 발견된다. 아프리카줄무늬다람쥐류는 콩고민주공화국에서 사람 원숭이 수두 바이러스의 확산에 관련된 것으로 추정되고 있다.

## 하위 종
| - 토마스밧줄다람쥐 (F. anerythrus) - 룬다밧줄다람쥐 (F. bayonii) - 카루더스산악다람쥐 (F. carruthersi) - 콩고밧줄다람쥐 (F. congicus) - 버턴부인밧줄다람쥐 (F. isabella) | - 리본밧줄다람쥐 (F. lemniscatus) - 붉은뺨밧줄다람쥐 (F. leucogenys) - 불타는발밧줄다람쥐 (F. pyrropus) - 킨탐보밧줄다람쥐 (F. substriatus) |